# Harold Halse
Harold James Halse (Stratford, 1º gennaio 1886 – Colchester, 25 marzo 1949) è stato un calciatore inglese, tra i più grandi attaccanti del secolo scorso.
Durante la carriera ha mantenuto una media reti/partita pari a 0,57.

## Carriera
Gioca per Barking Town, Clapton Orient e Southend United. In quest'ultima società riesce a segnare 91 gol in 65 sfide di campionato, arrivando nel marzo 1908 al Manchester United. Il 28 marzo 1908 esordisce con il Manchester United giocando contro lo Sheffield Wednesday (4-1), realizzando anche una rete. A fine stagione vanta 4 gol in 6 partite, contribuendo alla vittoria del primo titolo inglese dei Red Devils. Nella stagione 1908-1909 il contributo di Halse è importante sia in campionato sia in FA Cup: in First Division risulta decisivo contro Liverpool (3-2, doppietta), Arsenal (1-0), Newcastle United (1-0), Notts County (4-3), mentre in FA Cup consente all'United di andare avanti grazie alle reti decisive contro Brighton (1-0), Everton (1-0) e Newcastle (1-0) permettendo alla società di arrivare alla finale, non giocata da Halse, poi vinta dall'United sul Bristol City per 1-0. Chiude la stagione con 18 reti in 35 partite.
Nella stagione successiva realizza una sola doppietta, il 2 aprile 1910, contro il Blackburn (2-0). Nell'annata 1910-1911 mette a segno reti importanti contro Bristol City (1-0), Newcastle (1-0) e Aston Villa (sfida persa 4-2, doppietta) contribuendo alla vittoria del secondo titolo inglese da parte dello United. Il 25 settembre 1909 Halse entra definitivamente nella storia: durante la supercoppa inglese del 1911 realizza sei reti contro lo Swindon Town (8-4), segnando il record del maggior numero di gol realizzati da un solo calciatore nella competizione. Nella sua ultima stagione a Manchester si fa notare nelle sfide contro Sheffield Wednesday (3-1, doppietta), Sheffield United (1-0) e Coventry City (5-1 in FA Cup), collezionando 18 gol in 31 partite.
Dopo 125 presenze e 56 gol lascia i Red Devils andando a Birmingham, sponda Aston Villa, squadra che per Halse sborsa £ 1.200. Il calciatore ripaga i Villans siglando 21 reti in 31 incontri di campionato e portando la squadra al successo in FA Cup nel 1913 contro il Sunderland (1-0). Nel 1913 si trasferisce al Chelsea dove rimane fino al 1921, giocando 111 partite e segnando 25 reti in tutte le competizioni. Nel 1921 passa al Charlton, rimanendo a Londra, prima di concludere la carriera nel 1923.
Il primo giugno 1909 debutta in Nazionale giocando contro l'Austria (1-8), sfida durante la quale mette a segno una doppietta.

## Palmarès

### Club

#### Competizioni nazionali
- Campionato inglese: 3

Manchester United: 1907-1908, 1910-1911
- Charity Shield: 1

Manchester United: 1911
- Coppa d'Inghilterra: 2

Manchester United: 1908-1909
Aston Villa: 1912-1913